# Tetramorium hippocratis
Tetramorium hippocratis is een mierensoort uit de onderfamilie van de Myrmicinae. De wetenschappelijke naam van de soort is voor het eerst geldig gepubliceerd in 1987 door Agosti & Collingwood.